# Heilige Maagd Mariakerk (Brugge)
De Heilige Maagd Mariakerk in Brugge was de kerk van de abdij Onze-Lieve-Vrouw Ten Duinen en werd nadien de kerk van het Grootseminarie van het bisdom Brugge.

## Geschiedenis
De oorspronkelijke kerk van de abdij van de Duinen in Brugge werd samen met de overige abdijgebouwen opgetrokken. Hiervan getuigt de tekening in 1641 verschenen in de Flandria Illustrata van Sanderus, nog voor de bouwwerken voltooid waren. Volgens de gewoonten bij de cisterciënzers werd de kerk, als kroon op het werk, als laatste gebouwd.
Alvast was de kerktoren voltooid of op de weg naar voltooiing, want abt Bernard Campmans bestelde al in 1637 zesentwintig klokken voor een beiaard die in de toren moest hangen, zoals werd gegrift in de grootste van die klokken. De kerk zelf was bescheiden, kwam slechts traag tot stand en was pas in 1661 min of meer klaar. Ze was in winkelhaakvorm, het ene deel bestemd als 'koor' voor de monniken, het andere als 'schip' voor de gelovigen.

## Nieuwe kerk
In 1775, nadat de meeste schulden die de abdij bezwaarden eindelijk waren vereffend, werd beslist een definitieve kerk te bouwen. De opdracht hiertoe werd door abt Robert Van Severen gegeven aan de Brugse architect-aannemer Emmanuel Van Speybrouck (1727-1787). Deze vatte op intensieve wijze het werk aan, nadat bisschop Jan Robert Caïmo de eerste steen had gelegd. De bouw kwam klaar in 1778 en de kerk werd onder de naam van Kerk van de Opdracht van de Heilige Maagd Maria ingewijd door bisschop Felix Brenart.
De voltooiing van de kerk werd na weinige jaren gevolgd door de eerste Franse overheersing (november 1792 - maart 1793) tijdens dewelke de abdij leegliep en door de tweede Franse overheersing, vanaf juli 1794, die meebracht dat in april 1796 het klooster werd afgeschaft, de monniken verdreven werden en de gebouwen genationaliseerd. De abdijgebouwen bleven bewaard en werden niet als nationaal goed verkocht, dankzij het gebruik dat de overheid er zelf van maakte.
De kerk werd eerst als foerageplaats gebruikt ten behoeve van de aanwezige legers, daarna als stapelplaats voor genationaliseerde goederen. Onder het Verenigd Koninkrijk der Nederlanden werd ze bidplaats voor de Nederlands Hervormde Kerk en in 1818 werd ze aan de katholieke eredienst teruggegeven, ten dienste van de middelbare school gehuisvest in de ernaast gelegen gebouwen.
Toen in 1833 het hele complex van de vroegere Duinenabdij aan het bisdom werd overgedragen, om er een seminarie in op te richten, was er geen beletsel om de kerk onmiddellijk voor deze nieuwe bestemming in te schakelen. Ze heeft die bewaard tot in 2018, ook al was het gebruik ervan door het seminarie en door andere religieuze opleidingsactiviteiten over de jaren heen eerder gering geworden.

## Beschrijving van de kerk
De kerk werd opgetrokken in een laat-classicistische sobere stijl. Het ging om een driebeukig schip met hoge middenbeuk en lage zijbeuken van vijf traveeën en een koor van vier traveeën met een diepe apsis. Er was toegang tot de pandgang, langs waar de monniken de kerk binnentraden.
Het gebouw werd opgetrokken in baksteen, terwijl de voorgevel met blauwe hardsteen werd bekleed. De hellende daken werden met leien bekleed. De toren die boven de kerk uitkraagde was rechthoekig.
Het interieur is versierd met schilderijen uit diverse periodes. Het marmeren hoofdaltaar is 18de-eeuws en werd ontworpen door architect Hubert Dumortier. De classicistische orgeltribune in marmer draagt een orgel van Dominicus Berger. Twee eikenhouten predikstoelen uit de 17de eeuw en een eikenhouten koorgestoelte sieren de kerk.
Het geheel van de Duinenabdij, met inbegrip van de kerk, werd in 1962 als monument beschermd.